# ままん教室 〜未来のHなお勉強〜
『ままん教室 〜未来のHなお勉強〜』（ままんきょうしつ みらいのエッチなおべんきょう）は、日本のアダルトゲームブランド・スワンアイ+が2009年10月30日に発売した18禁アドベンチャーゲーム。
2010年6月4日よりダウンロード販売を開始している。

## 概要
有限会社アセンドアイのフルプライスブランド・スワンアイの姉妹ブランドとして新設されたスワンアイ+（スワンアイプラス）の第1作である。なお、本作では2009年よりスワンアイ作品で導入されている壁紙作成モードは用意されているが、全てのイベントCGが妊婦化した状態の差分となるスペシャルモードは存在しない。

## ストーリー
鷲ノ巣桂は就職活動のため、面接に向かう途中で自動車が電柱に衝突する交通事故の現場に遭遇する。車を運転していた男性は、命に別状はなさそうであったが大ケガをしていた。救助に当たった桂は男性から1枚のメモを手渡され、そのメモに書いてある場所の藤田産婦人科へ行って院長に伝言をして欲しいと伝えられる。
藤田産婦人科で院長に男性からの伝言を伝えようとした矢先、院長は桂に質問をぶつけて来る。「君、妊婦は好きかね?」「はい、大好きです!」。こうして、桂は勘違いから事故に遭った男性に代わって母親教室の講師に就任したのであった。

## 登場人物
鷲ノ巣 桂（わしのす けい）
主人公。妹のももが生まれた時から父親代わりで面倒を見てきた経験や、ももが嫁いで第一子を出産するために実家へ帰省したのを機に妊娠や育児について調べるようになった。そのため、今では並の男より妊娠や育児については詳しいとの自負すると共に、すっかり妊婦属性に目覚めてしまっている。
就職活動で面接に向かう矢先、自動車事故に遭った男性を救助したことが原因で勘違いされたまま母親教室の講師を引き受けることになってしまう。
水島 穂花（みずしま ほのか） - 妊娠4か月
声：相元ゆうき
桂が叶わぬ恋と自覚しつつ一目惚れした、商店街にある和菓子の店「甘蔵」でパートとして働いている人妻。第一子を身籠もっており、母親教室の受講生として桂と接することになる。妊娠中の性行為に抵抗があり、夫との関係が上手く行っていない。
神崎 冴羅（かんざき さえら） - 臨月
声：箱森ゆめ
穂花の友人。前夫は冴羅のハードな性的嗜好に耐え切れず妊娠発覚の直後に逃げ出してしまい、シングルマザーとして第一子を出産する予定。以前は喫煙していたが、妊娠が判明してからは禁煙を続けており棒付きのキャンディを常に咥えている。
桜井 もも（さくらい もも） - 妊娠7か月
声：志水和樹
桂の妹で、裕福な家庭に嫁いでおり第一子出産のため里帰り中。生まれた時から兄の桂が父親代わりであったため桂によく懐いている。嫁ぎ先で夫が紹介した母親教室が遠方のため、桂が講師になったのを機に藤田産婦人科の母親教室へ編入して来る。小柄だが大食いで、離乳食に興味がある。
杜 実芽梨（もり みめり） - 処女
声：今井舞
桂の幼馴染み。鷲ノ巣家とは家族ぐるみの付き合いで、桂が母親教室の講師になったことを知り妊娠どころか性体験も皆無であるにもかかわらず、ももに付き添う形で母親教室の受講生となった。バストサイズが小振りであることを気にしており、特に他人とバストサイズを比べられることに関しては非常に敏感。探偵さながらの行動力と調査能力を持ち、愛用のメモには膨大な情報が書き込まれている。
鷲ノ巣 恵美子（わしのす えみこ） - 経産婦
声：桜瀬なゆ
桂・もも兄妹の母親。自分の息子を「桂たん」と呼んで甘やかしており、第三子として桂の子（＝自分の孫）を身籠もりたいと密かに願っている。
藤田 伸彰（ふじた のぶあき）
藤田産婦人科の院長。少子化で産婦人科の経営環境が厳しさを増す中、リピーター確保策の一環として母親教室を開設。本来、講師に就任する予定であった男性の伝言を持って医院を訪れた桂を見込んで講師に採用した。

## スタッフ
- シナリオ - 南条巴
  - 2007年発売の『しる☆シルっ!! 〜潮吹きお嬢様はHすぎますっ〜』以来、2年ぶりのフルプライス作品でのシナリオ担当となる。
- 音楽 - Arp